# Logic Studio
Logic Studio 是由苹果公司推出的音乐制作软件，第一版于 2007年9月12日推出。 

## 元件
- Logic Pro
- MainStage （用於現場表演）
- Plug-ins & Sounds
- Impulse Response Utility （自訂場景混音）
- Apple Loops Utility （自訂迴圈）
- WaveBurner Pro 1.6 （CD 母帶应用程序）
- Compressor 3.5 （视频和音频压缩视频和音频压缩应用程序）